# Adrián Chávez
Adrián Chávez Ortiz (né le 27 juin 1962 à Mexico au Mexique) est un joueur de football international mexicain, qui évoluait au poste de gardien de but.

## Biographie

### Carrière en sélection
Avec l'équipe du Mexique, il joue 7 matchs (pour aucun but inscrit) entre 1988 et 1994. 
Il figure dans le groupe des sélectionnés lors de la coupe du monde de 1994 (sans jouer de matchs lors de la phase finale).
Il participe également à la Gold Cup de 1991, ainsi qu'à la coupe des confédérations de 1995.
Il joue enfin la Coupe du monde des moins de 20 ans 1981 organisée en Australie.

## Palmarès
Club América
| - Championnat du Mexique (2) : - Champion : 1987-88 et 1988-89. - Supercoupe du Mexique (2) : - Vainqueur : 1988 et 1989. |  | - Coupe des champions (3) : - Vainqueur : 1987, 1990 et 1992. - Copa Interamericana (1) : - Vainqueur : 1991. |